# Regina Protmann
La beata Regina Protmann (Braunsberg, 1552 – Braunsberg, 18 gennaio 1613) è stata una religiosa tedesca, fondatrice delle Suore di Santa Caterina Vergine e Martire.

## Biografia
Nata in un'agiata famiglia prussiana di rango patrizio, contro il volere dei famigliari nel 1571 la Protmann abbandonò la propria abitazione e si ritirò, assieme a due compagne, in una casa presso la chiesa di Santa Caterina, dove visse come beghina dedicandosi all'assistenza agli ammalati.
La comunità, intitolata a santa Caterina, era soggetta al vescovo di Varmia e sotto la direzione dei gesuiti: i membri del sodalizio emettevano i voti religiosi ma non erano tenuti a una stretta clausura per potersi meglio dedicare alle attività caritatevoli; la congregazione di Santa Caterina fu una delle prime tra quelle femminili ad adottare un sistema di governo centralizzato, in cui tutte le case erano soggette a un'unica superiora generale.
Nel 1623 venne pubblicata la prima biografia della Protmann, uscita anonima ma redatta probabilmente dal gesuita Engelberg Keilert, suo direttore spirituale.

## Il culto
La fase romana del suo processo di canonizzazione iniziò nel 1992: dichiarata venerabile nel 1996, è stata proclamata beata da papa Giovanni Paolo II il 13 giugno 1998.
La sua memoria liturgica ricorre il 18 gennaio.